# Cantone di Saint-Geniez-d'Olt
Il Cantone di Saint-Geniez-d'Olt era una divisione amministrativa dell'arrondissement di Rodez.
A seguito della riforma approvata con decreto del 21 febbraio 2014, che ha avuto attuazione dopo le elezioni dipartimentali del 2015, è stato soppresso.

## Composizione
Comprendeva i comuni di:
- Aurelle-Verlac
- Pierrefiche
- Pomayrols
- Prades-d'Aubrac
- Sainte-Eulalie-d'Olt
- Saint-Geniez-d'Olt